# Dam tot Damloop 1991
De Dam tot Damloop 1991 werd gehouden op zondag 29 september 1991. Het was de zevende editie van deze loop. De start was in Amsterdam en de finish bij sporthal De Vang in Zaandam en had een lengte van 10 Engelse mijl (16,1 km).
Bij de mannen werd de wedstrijd een overwinning voor de Keniaan Joseph Keino in 46.05. Hij versloeg de Nederlander Marti ten Kate met slechts één seconde. Ten Kate liep met deze tijd een Nederlandse best-tijd die tot op heden (peildatum 2019) nog niet gebroken is.
Bij de vrouwen won de Hongaarse Heléna Barócsi voor de tweede maal op rij. Ditmaal had ze 53.54 nodig voor de wedstrijd.
In totaal namen 13.150 mensen deel aan het evenement, waarvan 11.100 lopers op de 10 Engelse mijl en 2050 kinderen bij de minilopen. In totaal namen 301 businessteams deel, waarvan 85 teams van Ahold.

## Uitslagen

### Mannen
| rang   | naam                | land | tijd  |
| ------ | ------------------- | ---- | ----- |
| Goud   | Joseph Keino        | KEN  | 46.05 |
| Zilver | Marti ten Kate      | NED  | 46.06 |
| Brons  | Thomas Robert Naali | TAN  | 46.26 |
| 4      | Simon Robert Naali  | TAN  | 46.56 |
| 5      | Brahim Lahlafi      | MAR  | 46.59 |
| 6      | Samson Maritim      | KEN  | 47.29 |
| 7      | Jan Huruk           | POL  | 47.31 |
| 8      | John Vermeule       | NED  | 47.35 |
| 9      | Gerard Nijboer      | NED  | 47.58 |
| 10     | Julius Korir        | KEN  | 48.07 |
| 11     | Tonnie Dirks        | NED  | 48.13 |
| 12     | Francis Mukuka      | ZAM  | 48.16 |
| 13     | Barnabas Qamunga    | TAN  | 48.17 |
| 14     | Dirk Van Der Herten | BEL  | 48.18 |
| 15     | Richard Rono        | KEN  | 48.19 |
| 16     | Gyorgy Marko        | HUN  | 48.22 |
| 17     | Jacob Ngunzu        | KEN  | 48.32 |
| 18     | Kees Kraaijeveld    | NED  | 48.34 |
| 19     | Michel de Maat      | NED  | 48.38 |
| 20     | Huub Pragt          | NED  | 48.41 |

### Vrouwen
| rang   | naam                   | land | tijd  |
| ------ | ---------------------- | ---- | ----- |
| Goud   | Heléna Barócsi         | HON  | 53.54 |
| Zilver | Wilma van Onna         | NED  | 55.16 |
| Brons  | Christien Toonstra     | NED  | 55.35 |
| 4      | Grażyna Kowina         | POL  | 55.52 |
| 5      | Martine Vandengehuchte | BEL  | 56.04 |

1985 ·
1986 ·
1987 ·
1988 ·
1989 ·
1990 ·
1991 ·
1992 ·
1993 ·
1994 ·
1995 ·
1996 ·
1997 ·
1998 ·
1999 ·
2000 ·
2001 ·
2002 ·
2003 ·
2004 ·
2005 ·
2006 ·
2007 ·
2008 ·
2009 ·
2010 ·
2011 ·
2012 ·
2013 ·
2014 ·
2015 ·
2016 ·
2017 ·
2018 ·
2019